# Kristallvertikalaccent

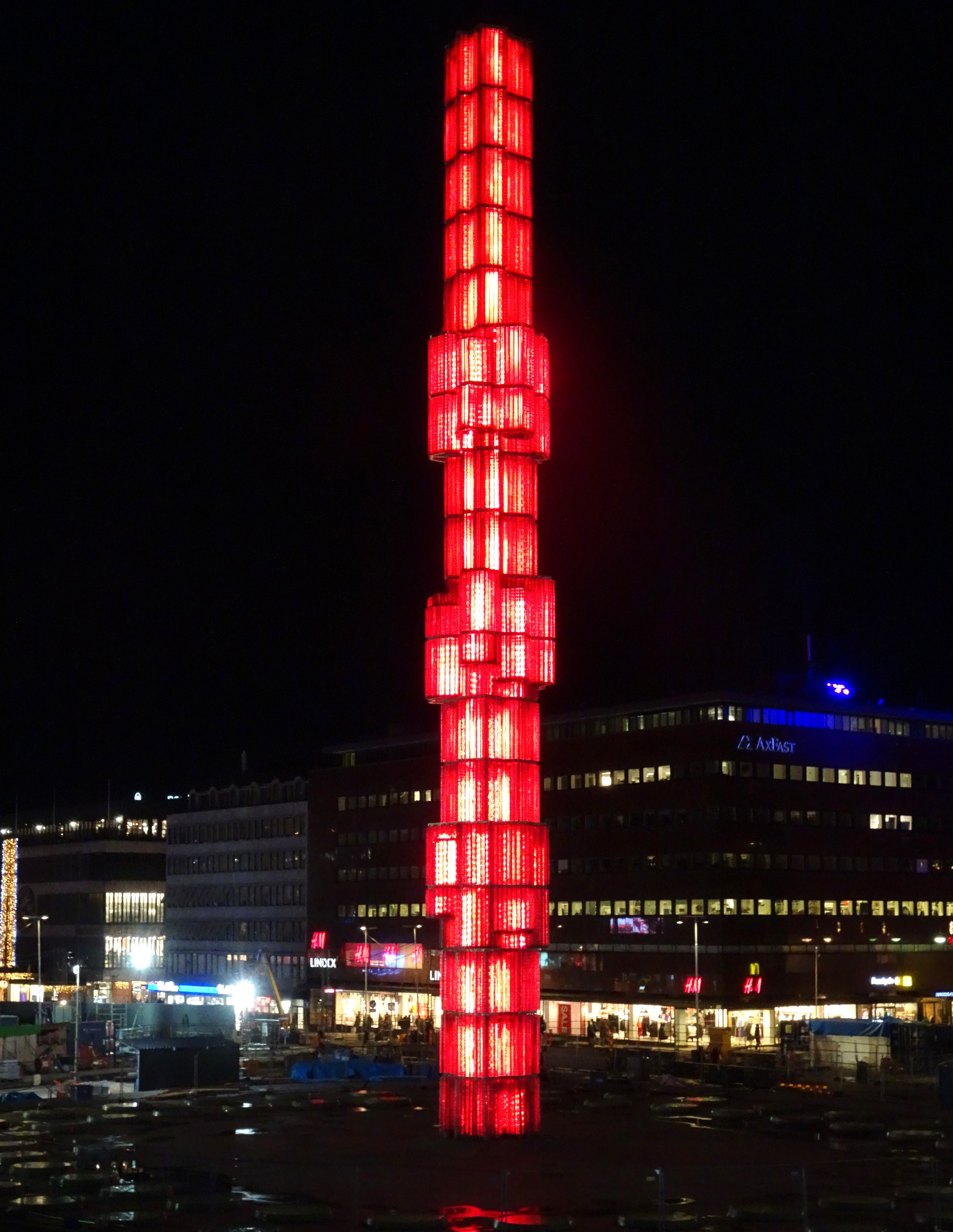
Po rekonstrukci (2017)

Kristallvertikalaccent (česky Křišťálový obelisk) je sloup zhotovený ze skla a oceli. Stojí na náměstí Sergels Torg v centru Stockholmu, poblíž je stanice metra T-centralen a Dům kultury. Je dobrým orientačním bodem pro turisty.
Na náměstí, pojmenovaném po Johanu Tobiasovi Sergelovi (1740–1814), byla v roce 1968 dokončena Segrelova fontána, v roce 1974 zde byl otevřen Dům kultury a vypsána soutěž na dotvoření stávající fontány. Zvítězil návrh švédského umělce Edvina Öhrströma, jehož obelisk se skládá z ocelového rámu vysokého 37 metrů, který vyplňuje 80 tisíc hranolů stavebního skla. Osvětlení uvnitř věže naplánoval Edvin Öhrström už v návrhu, ale instalováno bylo až v roce 1993. Zdrojem světla byly čtyři metalhalogenidové výbojky o výkonu 1800 W a teplotě barvy 5600 Kelvinů. Sloup váží 130 tun.

## Rekonstrukce
Dne 13. dubna 2015 rozhodla rada města o renovaci tohoto obelisku. Bylo nutné obnovit ochranný nátěr konstrukce a umýt všechny skleněné hranoly. Demontováno bylo i osvětlení. Skleněné hranoly nebyly při rekonstrukci odebírány jednotlivě, ale byly naskládány do šesti set ocelových kazet. Obelisk se znovu rozzářil na konci roku 2017.

## Galerie

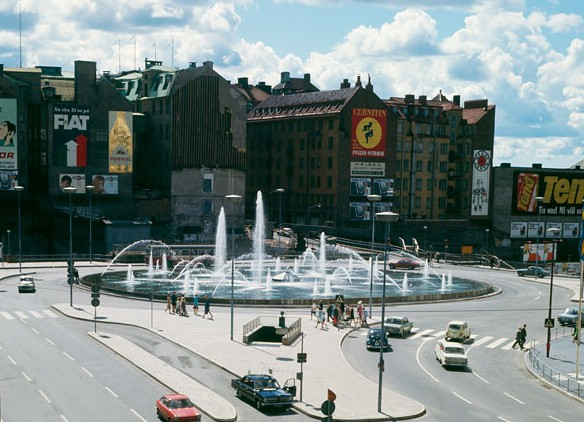
rok 1968
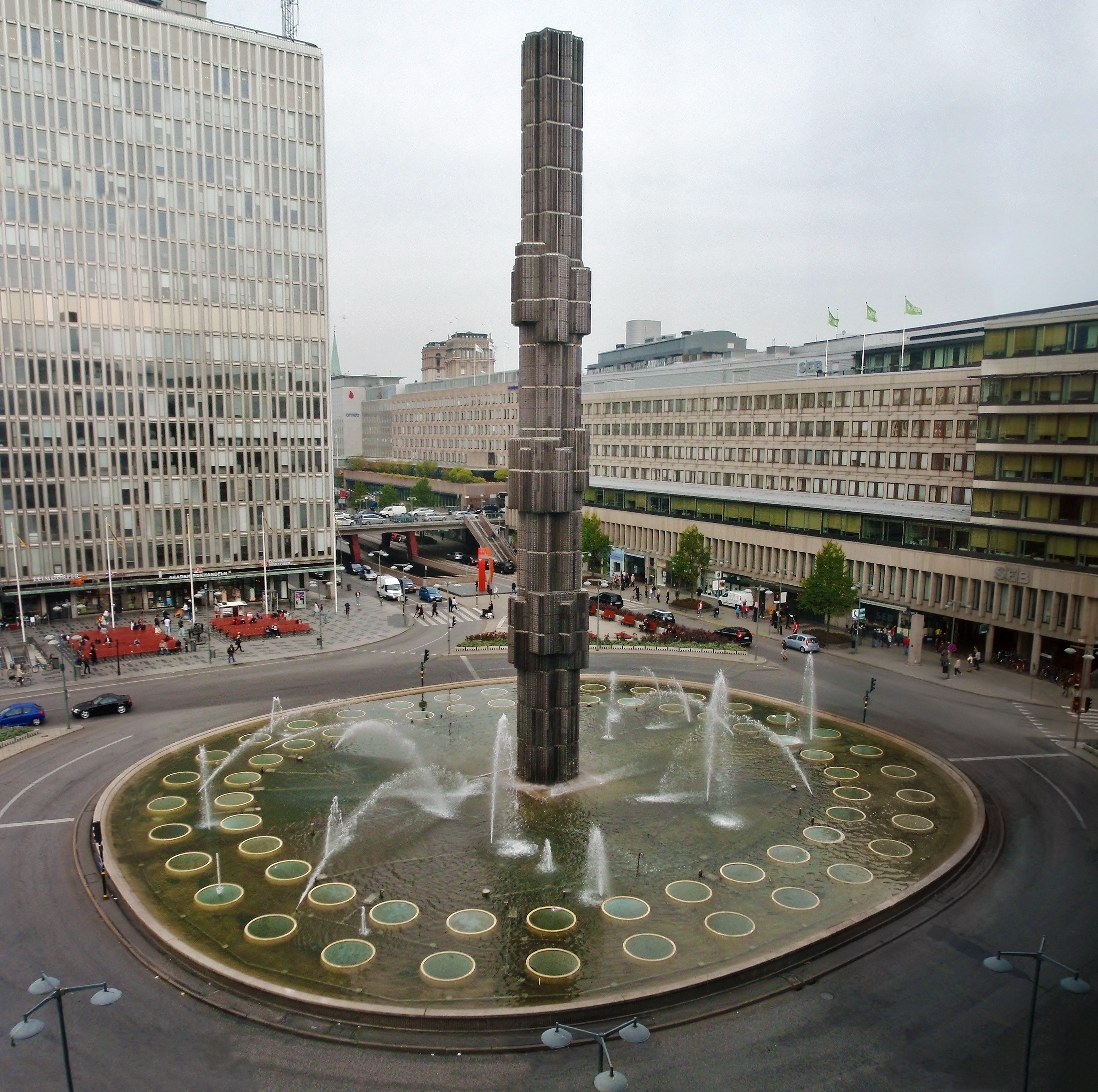
rok 2011
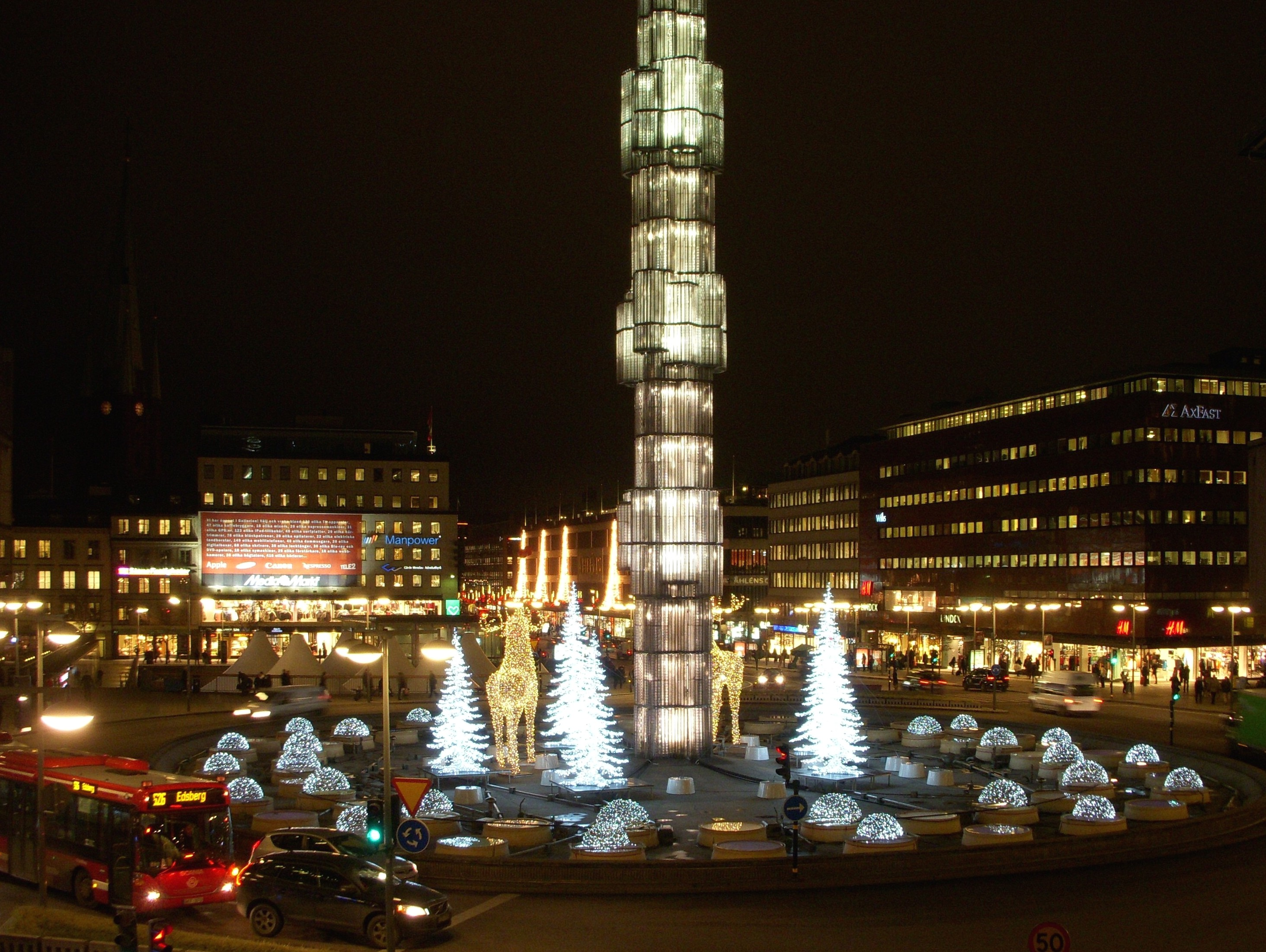
rok 2011
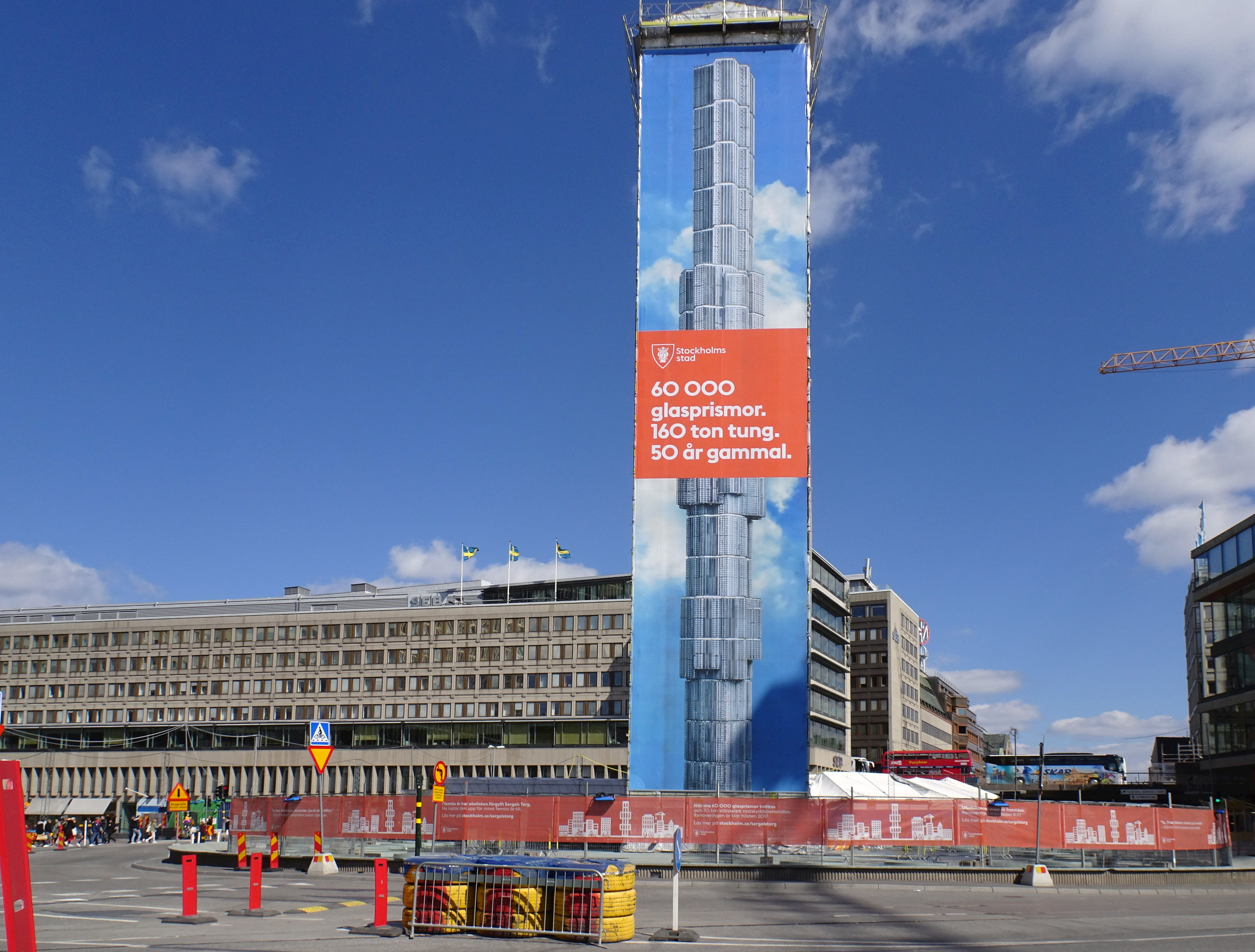
rok 2017
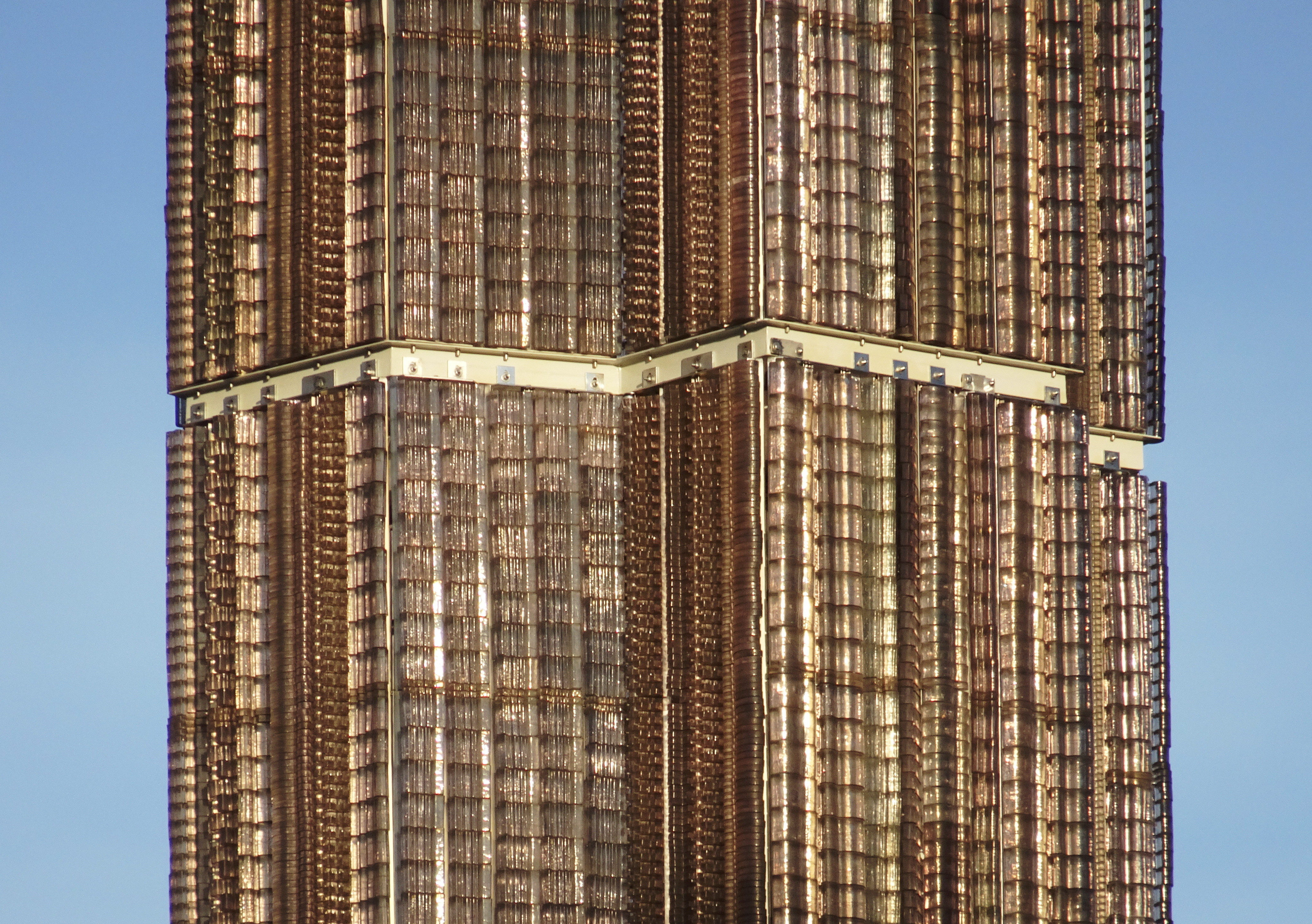
detail